# رز بلاسام
رز بلاسام (انگلیسی: Rose Blossom؛ ۱۴ مارس ۱۹۰۵ – اکتبر ۱۹۸۴) بازیگر اهل ایالات متحده آمریکا بود. او به‌دلیل قد کوتاه و اندام ظریفش مورد توجه بود.
از فیلم‌هایی که وی در آن‌ها نقش داشته‌است، می‌توان به گردباد ملایم اشاره نمود.